# Saint-Malo-de-Beignon
Saint-Malo-de-Beignon település Franciaországban, Morbihan megyében. Lakosainak száma 543 fő (2022. január 1.). Saint-Malo-de-Beignon Beignon, Plélan-le-Grand és Guer községekkel határos.

## Népesség
A település népessége az elmúlt években az alábbi módon változott:
| Lakosok száma | 431  | 329  | 390  | 813  | 501  | 504  | 511  | 532  | 543  | 543  |
|               | 1968 | 1982 | 1990 | 2006 | 2013 | 2015 | 2017 | 2019 | 2020 | 2022 |